# Dustbot
DustBot — робот, который может собирать мусор из домов. Он может быть вызван по телефону или SMS, и использует GPS для автоматического определения пути к клиенту, собирает мусор и уносит его к мусорному контейнеру. Кроме того, Dustbot используют датчики состояния окружающей среды для контроля уровня загрязнения, например, пешеходной зоны. Прототипы были субсидированы в Италии, в Швеции, в Корее и Японии, и это связано с запуском финансирования проекта в 2009 Европейской комиссией.

## Тестирование и эксплуатация
DustBot предположительно первый робот в мире, который приходит, чтобы забрать мусор с места жительства по запросу. Он может быть вызван по телефону или SMS в любое время суток. Место нахождения абонента рассчитывается и DustBot отправляется. Когда робот приезжает, человек использует интерфейс робота, чтобы указать вид мусора, а затем робот кладет его в мусорный контейнер. DustBot затем открывает свой контейнер, собирает мусор и относит его в назначенное место. Система DustBot, состоящий из DustCart и DustClean роботов, предназначенных для работы в труднодоступных городских районах, где возникают трудности для работы больших грузовиков, таких как старые европейские города. Он может работать на узких улицах, которые труднодоступны для работы больших мусоровозов. DustClean робот может также подмести, пропылесосить и оценить загрязнение.

## Технические характеристики
Мусорный бак робота Dustcart может вместить 40 кг.
DustBot адаптируется к местности и использует GPS-навигации в сочетании с предварительно загруженными картами. Он использует гироскоп, чтобы держаться в вертикальном положении, и имеет ультразвуковые, инфракрасные и лазерные датчики, чтобы избегать столкновения со статическими и динамическими препятствиями. Он способен следить за загрязнением с помощью ряда датчиков качества воздуха, и может предупредить, если уровень загрязнения слишком высок. Ключевая идея заключается в использовании роботов, которые специализируются на чем-то другом, для мониторинга загрязнения и / или обнаружения ядовитых газов. Это особенно важно в cлучае газов, которые люди не могут почувствовать, либо когда долгосрочное воздействие немного увеличенных концентраций должно быть проверено. Распределение газов моделируется с помощью статистических методов. Система DustBot взаимосвязана через беспроводную сеть, соединенную с помощью GPS и Интернет.
Два робота DustCart были запущены в деревне Печчоли, Тоскана, в период с 15 июня 2010 до 7 августа 2010, обеспечив "От двери до двери раздельный вывоз отходов по требованию". Система оказалась проста в использовании, обеспечивала удовлетворительное обслуживание и увеличение переработки. Его основными недостатками были "проблема медленного обслуживания / движения (и) небольшая вместимость бака", а также существование «барьера для входа», что было указано в докладе Никола Канелли, представлены в ICT 2010 Conference Session, состоявшейся в Брюсселе, 27 сентября, 2010.